# Jorge Hernández Aldana
Jorge Hernández Aldana är en venezuelansk filmskapare som är bosatt i Mexico City.

## Biografi
1986 började han studera på Universidad Simón Bolívar i Caracas, för att bli elektronikingenjör, men vid 23 års ålder beslutade han sig att istället påbörja en filmkarriär. År 1993 började han vid Łódź filmskola i Polen. år 2002 vann han Short Film Festival of Caracas. Guillermo Arriaga, som vid den tidpunkten var medlem i juryn, blev förvånad av Hernandezs kortfilms kvalitet och uppmanade honom att göra ett projekt med honom i Mexiko. Arriaga hjälpte Hernandes att producera sin nästa kortfilm El Aprendiz (2005).
År 2007 släppte Hernández sin debutfilm, The Night Buffalo (2007) (spa:El Bufalo De La Noche), baserad på en roman av hans vän Arriaga. Filmen hade premiär på Sundance Film Festival. Hernandez har också regisserat flera filmprojekt med det progressiva rockbandet The Mars Volta, han har till exempel gjort musikvideon till deras grammybelönade singel "Wax Simulacra. För närvarande filmar han en dokumentär om bandet.